# 乙粲
乙粲（?—?），也作乙祭一云伊飡，新羅第2等官方。朝鲜三国时代新罗宗室、大臣，7世纪时代新罗政治人物。
632年（真平王五十四年、建福四十九年、唐太宗貞觀六年）正月，真平王去世，唐太宗下詔，贈左光祿大夫，賻物段二百。真平王没有儿子，以女儿金德曼即位，即善德女王。632年（善德王元年、建福四十九年、唐太宗贞观六年）二月，朝鲜半岛第一位女王即位，大臣乙粲总持國政，並與欽飯同為女王副夫。633年（善德王二年、建福五十年、唐太宗贞观七年）正月，善德王親祀神宮，大赦，善德女王开始亲政。

## 相关影视
- 申久 - 2009年《善德女王》MBC